# الجافر
ال هافر یک منطقهٔ مسکونی در عربستان سعودی است که در استان مدینه واقع شده‌است.